# Comuna de Tyczyn
Tyczyn (polaco: Gmina Tyczyn) é uma gminy (comuna) na Polónia, na voivodia de Subcarpácia e no condado de Rzeszowski. A sede do condado é a cidade de Tyczyn.
De acordo com os censos de 2006, a comuna tem 16 474 habitantes, com uma densidade 199,8 hab/km².

## Área
Estende-se por uma área de 82,44 km².